# Komoda
Komoda je komad namještaja najčešće izrađen od drva, ograničene visine - obično vrsta niskog ormara, s velikim ladicama ili vratima dizajniranim da obično sadrže odjeću ili neke druge predmete. Ponekad je karakteriziraju zdepasta struktura i noge u rokoko stilu.
Riječ “commode” je francuskog podrijetla za "udoban, jednostavan" vjerojatno je posuđena od latinskog izraza “commodus”. U smanjenoj verziji često se koristi uz krevet, a tada se naziva noćni ormarić. Komoda često zauzima istaknuto mjesto u sobi za koju je namijenjena. Pojavila se u Francuskoj među namještajem krajem 17. stoljeća. Današnje ime nosi od 1708. godine i u svom je najklasičnijem obliku bila jedan od najviše proizvedenih komada namještaja. Površina komode često je obložena mramorom, a taj komad namještaja, postavljen uza zid, nadvišen je velikim uokvirenim ogledalom.
Prije sredine 18. stoljeća, komoda je postala toliko neophodan komad namještaja da se mogla izraditi u stolariji, od punog drveta hrasta, oraha ili voćkarica, s urezanim ukrasom, tipičnim za namještaj francuske provincije. U engleskom govornom području, riječ komoda ušla je u jezik stolara u Londonu sredinom 18. stoljeća, kao naziv za komode s graciozno zaobljenim stranama ladica, a ponekad i s oblikovanim stranicama, koje se smatraju po "francuskom" ukusu.

## Galerija
- Crtež komode
- Komoda Charlesa Cressenta, 1730.-1735.
- Komoda u obliku polumjeseca u stilu Luja XVI.
- Liege komoda